# Nephrosklerose
Als Nephrosklerose (auch hypertensive Nephropathie) bezeichnet man eine nicht entzündliche Nierenkrankheit (Nephropathie) infolge von Bluthochdruck (arterielle Hypertonie), die mit einer erhöhten Eiweißausscheidung im Urin (Proteinurie) einhergeht und zur Nierenfunktionseinschränkung (Niereninsuffizienz) führen kann.

## Geschichte
Ludwig August Kraus hat 1844 den Begriff der „Nephroscleria“ als Nierenverhärtung auf die altgriechische Medizin zurückgeführt.

## Klassifikation
In der ICD-10 wird die hypertensive Nephropathie ohne Niereninsuffizienz als I12.9 und mit Niereninsuffizienz als I12.0 kodiert, wobei bestehende Mehrfacherkrankungen komplexe Auswirkungen auf diese Kodierung haben.
Die gutartige (benigne) Nephrosklerose verläuft über Jahre oder Jahrzehnte und ist gekennzeichnet durch Bindegewebsvermehrung (Fibrose), Vernarbung (Sklerose) und Einlagerung transparenter Substanzen (Hyalinose) im Bereich von Arterien, Arteriolen (kleinsten Arterien), Nierenkörperchen, Nierenkanälchen (Tubuli) und Zwischengewebe (Interstitium).
Die bösartige (maligne) Nephrosklerose (Morbus Fahr, genannt auch „primäre genuine Nephrozirrhose“ und „arteriosklerotische Schrumpfniere“) kann sehr schnell zum Nierenversagen führen. Sie ist gekennzeichnet durch eine Vermehrung von glatten Muskelzellen in der innersten Schicht (Intima) der Arterien (myointimale Proliferation). Abzugrenzen ist die angeborene meist einseitige juvenile maligne Nephrosklerose als segmentäre aglomeruläre Nierenhypoplasie mit arterieller Hypertonie (= Ask-Upmark-Syndrom).
Als Nephrosklerose (auch hypertensive Nephropathie) bezeichnet man eine nicht entzündliche Nierenkrankheit (Nephropathie) infolge von Bluthochdruck (arterielle Hypertonie), die mit einer erhöhten Eiweißausscheidung im Urin (Proteinurie) einhergeht und zur Nierenfunktionseinschränkung (chronisches Nierenversagen) führen kann.
Oft werden drei Stadien unterschieden:
1. Mikroalbuminurie (20–200 mg Albumin pro Liter Urin oder 30–300 mg pro Tag),
2. Benigne hypertensive Nephrosklerose mit Albuminurie (>300 mg pro Tag) und
3. Arterio-arteriolosklerotische Schrumpfnieren mit Niereninsuffizienz.

## Pathogenese
Im Nierenkörperchen führt erhöhter Blutdruck zur Hochregulation von Ras homolog gene family, member A (RhoA) einer kleinen GTP-ase aus der RAS-Überfamilie. Caveolae und Caveolin-1 spielen bei der Übermittlung der mechanischen Stress-Signale eine wichtige Rolle. Die Hochregulation von RhoA führt zu vermehrter Produktion extrazellulärer Matrix und dies wiederum ist ein wichtiger Mechanismus der Nephrosklerose-Entstehung.

## Genetik
Bei Menschen schwarzafrikanischer Abstammung ist die Nephrosklerose ca. viermal so häufig wie bei Menschen weißer Hautfarbe. Zudem kann bei Schwarzafrikanern das Fortschreiten der Nierenfunktionseinschränkung auch durch eine gute Blutdruckeinstellung nicht so gut verhindert werden. Als Ursache werden eine fehlende nächtliche Blutdruckabsenkung und genetische Faktoren angenommen. Es zeigte sich, dass mehrere Einzelnukleotid-Polymorphismen im Gen für die schwere Kette des Nicht-Muskel Myosins MYH9 mit dem erhöhten Risiko einer chronischen Nierenkrankheit (insbesondere Nephrosklerose und fokal segmentale Glomerulosklerose) assoziiert sind. Verantwortlich für das erhöhte Risiko ist wahrscheinlich nicht MYH9 selbst, sondern das direkt benachbarte Gen APOL1. Varianten dieses Gens verleihen den Trägern eine Resistenz gegenüber Infektionen mit Trypanosoma brucei rhodesiense und damit einen Selektionsvorteil.
Das Gen APOL1 codiert für das Protein Apolipoprotein L-I (APOL1), das nur beim Menschen und bei Gorillas gefunden wurde. Wenn Trypanosomen APOL1 durch Endozytose aufnehmen, bildet APOL1 in der Membran der Lysosomen Poren, die zu einer Lyse der Parasitenzellen führen. Der Pathomechanismus, über den APOL1 beim Menschen zu Nierenschäden führt, ist bislang noch nicht bekannt.
Klassisches Beispiel für diesen Selektionsmechanismus ist das Gen der Sichelzellenanämie, das heterozygoten Trägern eine Resistenz gegenüber Malaria verleiht.

## Epidemiologie und volkswirtschaftliche Bedeutung
Die Anzahl der Neuerkrankungen (Inzidenz) an Nephrosklerose hat in den vergangenen Jahren erheblich zugenommen. In Deutschland war im Jahr 2005 die Nephrosklerose mit einem Anteil von 23 % zweithäufigste Ursache einer neu aufgetretenen dialysepflichtigen Niereninsuffizienz, in den USA liegt der Anteil bei 30 %. Die Häufigkeit einer Nephrosklerose nimmt in höherem Lebensalter zu. Die Gesundheitskosten, die zur Behandlung der ausschließlich durch Bluthochdruck verursachten dialysepflichtigen Niereninsuffizienz aufgewendet werden müssen, belaufen sich in den USA auf 1 Milliarde US-Dollar pro Jahr; anhand der Zahlen für Deutschland muss man von ca. 450 Millionen Euro pro Jahr ausgehen.

## Risikofaktoren
Eine Vielzahl von Risikofaktoren beeinflusst Auftreten (Manifestation) und Fortschreiten (Progression) einer Nephrosklerose:
- Alter (älter als 50 Jahre)
- Männliches Geschlecht
- Schwarzafrikanische Abstammung
- Erhöhter systolischer Blutdruck
- Fettstoffwechselstörung
- Erbliche Vorbelastung
- Dauer des Bluthochdrucks
- Schwere des Bluthochdrucks
- Nachweis von Eiweiß im Urin
- Verminderte Nierenfunktion
- Niedriger sozioökonomischer Status
- Verminderte Anzahl an Nierenkörperchen (Nephronen)
- Zigarettenrauchen

## Symptome
Die benigne Nephrosklerose schreitet nur langsam voran. Symptome treten oft erst auf, wenn das Stadium eines fortgeschrittenen Nierenversagens erreicht ist.
Symptome der malignen Nephrosklerose treten dann auf, wenn ein schwerer Bluthochdruck Schäden an Niere, Gehirn und Herz verursacht. Unter anderem kann es dann zu verschwommenem Sehen, Kopfschmerzen, Verwirrtheitszuständen, Teilnahmslosigkeit, Übelkeit, Erbrechen und Koma kommen. Es können sogar Krampfanfälle und Herzversagen auftreten.

## Diagnose
| Histologische Befunde bei Nephrosklerose |
| --- |
| - Arteriosklerose und Arteriolosklerose - Mediahypertrophie - Intimafibrose - Hyalinose - Globale Glomerulosklerose - Segmentale Glomerulosklerose - Tubulo-interstitielle Veränderungen - Tubulusatrophie - Entzündung - Fibrose |

Die Definition der Nephrosklerose beruht zwar auf histologischen (feingeweblichen, strukturellen, anatomischen, mikroskopischen, bioptischen) Befunden, die eine Nierenbiopsie (Nierenpunktion) zur Gewinnung von Nierengewebe voraussetzen. In der Regel wird bei Patienten mit Verdacht auf das Vorliegen einer Nephrosklerose aber auf eine Nierenbiopsie verzichtet, da diese mit potentiellen Komplikationen behaftet ist und eine Therapie (Behandlung) auch ohne Kenntnis des feingeweblichen Befundes durchgeführt werden kann.
So wird im klinischen Alltag die Diagnose aufgrund von Anamnese (Krankenvorgeschichte), körperlicher Untersuchung, Blut- und Urinuntersuchung gestellt.
Als wichtigste Differentialdiagnose bei einer Eiweißausscheidung im Urin ist die Diabetische Nephropathie, da im Alter Typ-2-Diabetes und Hypertonie oft vergesellschaftet sind.

## Therapie
Die Behandlung erfolgt durch medikamentöse Senkung des Bluthochdrucks. Liegt eine erhöhte Ausscheidung von Eiweiß im Urin (Proteinurie) vor, werden als Mittel der ersten Wahl ein ACE-Hemmer oder ein AT1-Antagonist empfohlen. Bei normaler Ausscheidung von Eiweiß im Urin unterscheidet sich die Behandlung nicht von der allgemein üblichen Hochdruckbehandlung. Liegen eine Einschränkung der Nierenfunktion oder eine vermehrte Eiweißausscheidung vor, soll der Blutdruck auf Werte unter 130/80 mmHg in Ruhe gesenkt werden. Bei normaler Nierenfunktion und unauffälliger Eiweißausscheidung wird eine Senkung des Blutdrucks auf Werte unter 140/90 mmHg empfohlen, eine Senkung des Blutdrucks auf tiefere Werte bringt keinen zusätzlichen Nutzen.